# Koszary w Radymnie
Koszary w Radymnie – kompleksy koszarowe znajdujące się na terenie garnizonu Radymno.

## Charakterystyka
Na terenie garnizonu radymniańskiego w okresie II Rzeczypospolitej funkcjonowały dwa kompleksy koszarowe: Koszary Górne (kawalerii) i Koszary Dolne (Koszary Piłsudskiego).
Kawaleryjskie Koszary Górne przy ul. Złota Góra 11–13 wzniesione zostały w 1896. Mogły one pomieścić około 380 ludzi i 350 koni. Przed 1914 stacjonował w nich austriacki I dywizjon 8 pułku dragonów. Koszary charakteryzował symetryczny rozkład budynków. Najbliżej ulicy znajdowało się dowództwo i domy mieszkalne kadry, za nimi cztery budynki żołnierskie, a dalej plac apelowy otoczony dwoma zespołami budynków, po cztery stajnie plutonowe i kryta ujeżdżalnia. 

Koszary Dolne wybudowano około 1895 przy ul. Lwowskiej 20-22 z przeznaczeniem dla piechoty. Budynki koszarowe, mieszkalne, administracyjne i gospodarcze otaczały ze wszystkich stron kwadratowy plac apelowy. Do 1914 kwaterował tu austriacki III batalion 9 pułku piechoty.
Po odzyskaniu przez Polskę niepodległości, koszary znalazły się w jurysdykcji Wojska Polskiego. 20 kwietnia 1922 do Koszar Górnych przybył 2 szwadron 22 pułku Ułanów Podkarpackich, a kadra szwadronu zapasowego 22 puł. zakwaterowała się w Koszarach Dolnych. Dwa dni później do Koszar Górnych przybyło dowództwo pułku oraz część oddziału sztabowego, a 5 maja dołączył 1 szwadron. Ponadto 4 czerwca na terenie koszar utworzono pluton telefoniczny 22 puł. We wrześniu, po powrocie z ćwiczeń letnich, dowództwo pułku przekwaterowano do Koszar Dolnych. Tam też urządzono mieszkania kadry oficerskiej. Z końcem września dokonano zamiany szwadronów. W miejsce 2 szwadronu do Radymna przybył szwadron ckm.
22 pułk Ułanów Podkarpackich opuścił garnizon w połowie 1924, a Koszary Górne zajęły oddziały łączności. W kwietniu 1927 łącznościowcy przekazali koszary szwadronom 10 pułku strzelców konnych. W lipcu 1930 nastąpiła kolejna zmiana gospodarza i zarówno Koszary Piłsudskiego jak i Górne zajął 10 dywizjon taborów. 
Koszary Górne w dużej części zachowały się do czasów współczesnych (2020) w dobrym stanie. Istnieją między innymi: budynek dowództwa, dwa bloki szwadronowe, stajnie oraz kryta ujeżdżalnia z muru pruskiego. Koszarowce pełnią funkcje mieszkalne, zespół czterech stajni, położony na terenie szkoły, wykorzystywany jest jako magazyny. Pozostałe budynki, mieszczące niegdyś zakład metalowy, stoją puste i niszczeją. 

Kompleks zabudowy byłych Koszar Piłsudskiego użytkowany jest przez Urząd Miasta, Urząd Stanu Cywilnego, szkołę i właścicieli prywatnych. 